# Mon mariage avec moi
Mon mariage avec moi (I Me Wed) est un téléfilm canadien réalisé par Craig Pryce et diffusé aux États-Unis le 29 juillet 2007 sur Lifetime.

## Fiche technique
- Titre original : I Me Wed
- Réalisation : Craig Pryce
- Scénario : Julie Sherman Wolfe
- Société de production : Muse Entertainment (en)
- Durée : 90 minutes
- Pays :  Canada

## Distribution
- Erica Durance (VF : Véronique Desmadryl) : Isabelle Darden
- Paul Popowich (VF : Pierre Tessier) : Colin
- Cara Pifko (VF : Marie Chevalot) : Amy
- Janet-Laine Green (en) (VF : Monique Nevers) : Lillian
- Thom Allison (VF : Laurent Morteau) : Bill
- Vlasta Vrána (en) : Roy
- Meaghan Rath : Tracy
- Thelma Farmer : Nancy Singer
- Mark Forward (en) : Jim
- Natalie Brown : la vendeuse de la boutique pour mariés
- Catherine Thurlow : Mme Barnes
- Sean Tucker : prétentieux au restaurant
- Alix Sideris : femme au restaurant #1
- Tina D'Angelo : femme au restaurant #2
- Norman Mikael Berketa : le fournisseur
- Terrilynn Rader : agent immobilier